# 傑作選!がんばれゴエモン1・2 ゆき姫とマッギネス
『傑作選!がんばれゴエモン1・2 ゆき姫とマッギネス』（けっさくせん!がんばれゴエモンワンツー ゆきひめとマッギネス）は、コナミが2005年4月21日に発売したゲームボーイアドバンス用のアクションゲーム。がんばれゴエモンシリーズの1つ。

## 概要
スーパーファミコンで発売された『がんばれゴエモン〜ゆき姫救出絵巻〜』と『がんばれゴエモン2 奇天烈将軍マッギネス』の2作品をカップリングしてゲームボーイアドバンスに移植したゲーム。

### 変更点
- 『ゆき姫救出絵巻』でのセーブがパスワード入力からファイルセーブになっており、セーブデータは3つまで保存可能。
- 一人専用のため、おんぶアクションが使用不可になっている。
- セレクトボタンを押せば、いつでもキャラクターの切り替えが出来るようになった。
- 『きらきら道中』同様、タイトル画面に「遊技場」が追加。2作品のミニゲームを楽しむことができる。ただし、『ゆき姫救出絵巻』は一部のミニゲームが本編でしか遊べない。

## こぼれ話
当初の発売予定日は2004年12月30日だったが、制作の遅れのため延期した。制作者の蛭子悦延は「エビス丸のきぐるみを着て営業に謝ったが全く笑ってもらえなかった」とゲームセンターCXのインタビューで語っている。